# Lisów (województwo śląskie)
Lisów (niem. Lissau) – wieś w Polsce położona w województwie śląskim, w powiecie lublinieckim, w gminie Herby. Do 1954 roku była siedzibą gminy Lisów.

## Administracja
W latach 1945–1954 siedziba gminy Lisów. W latach 1954–1972 wieś należała i była siedzibą władz gromady Lisów. W latach 1975–1998 miejscowość administracyjnie należała do województwa częstochowskiego.

## Historia
Pierwsza wzmianka o miejscowości pochodzi z 1292 roku pod nazwą Lessovie Polonicalis. W 1326 roku pod nazwą Lesnow. Wieś należała do diecezji krakowskiej, a parafii Lubecko. Miejscowość związana z hutnictwem starośląskim nad rzeką. Związek Lisowa z hutnictwem trwał aż do XIX wieku. W 1618 roku Piotr Bujakowski wzniósł w Lisowie drewniany kościółek pod wezwaniem św. Laurentiusa.
W 1803 roku została wybudowana szkoła w Lisowie, ale jej stan techniczny nie był zbyt dobry. Około 200 dzieci uczęszczało na zajęcia. Były to dzieci z Lisowa, Chwostka i Koloni Lisowskiej. W tym czasie na wsi zamieszkiwało 17 rolników i 20 ogrodników. Za czasów Silviusa von Aulock powstało wiele zakładów: młyn, huty szkła, cegielnia, gorzelnie, tartak, trzy piece do wytopu rudy w Lisowie. We wsi znajdowały się dwa młyny wodne, a pośród zwierząt domowych w Lisowie było 30 koni, 126 krów, 54 sztuk młodego bydła, 55 świń i 15 owiec. W 1865 roku ludzie uprawiali głównie zboże i kartofle. Część mieszkańców pracowała w hutach i kopalniach. W Kolonii Lisów było 14 owiec, 54 krów, 23 sztuk młodego bydła i jeden koń. W 1818 roku musiał istnieć już we wsi Urząd Celny, ponieważ kasjerem był niejaki Niemiec Jonas. Tutejsze przejście graniczne umożliwiało handlowanie. Umowa z 1844 roku między Prusami a Rosją, określało przejście Lisów-Herby jako jedyne na Górnym Śląsku, przez które transportowano w obydwie strony uciekinierów, dezerterów i żebraków zbiegłych z terenów rosyjskich. W latach 1891–1892 rozpoczęto budowę kolei żelaznej. W 1892 roku powstaje w Lisowie dworzec.
W 1910 roku w miejscowości mieszkało 631 osób, z czego 519 mówiło językiem polskim, 8 polskim i niemieckim, a 104 niemieckim. W miejscowości działało od 1919 roku gniazdo śląskiej dzielnicy Polskiego Towarzystwa Gimnastycznego „Sokół”, a od 1920 Kółko Rolnicze oraz komórka Polskiej Organizacji Wojskowej Górnego Śląska. W miejscowości miały miejsce walki w czasie Powstań śląskich. W czasie plebiscytu w Lisowie wygrała opcja za pozostaniem w granicach państwa niemieckiego. Na Niemcy oddano 169 głosów, natomiast za Polską 124. Dnia 15 października 1965 roku powstała nowa szkoła tzw. Tysiąclatka.
Na terenie wsi działa koło Mniejszości Niemieckiej DFK Lisów (Lissau)- Towarzystwo Społeczno-Kulturalne Niemców w Lisowie.

## Geografia
Wieś położona nad rzeką Liswartą przy trasie z Lublińca do Częstochowy; niegdyś posiadała prawa gminne. Miejscowość znajduje się na terenie Parku Krajobrazowego Lasy nad Górną Liswartą. Leży w obrębie Górnego Śląska, na terenie historycznej ziemi lublinieckiej.
Na terenie miejscowości znajduje się oddany do użytku w 1999 roku kościół pod wezwaniem NMP Matki Kościoła. Parafia została erygowana w roku 1982 przy znajdującej się w Lisowie kaplicy. W kościele w ostatnich latach przeprowadzono prace wykończeniowe, został zmieniony wystrój, który podkreślił nowoczesny styl kościoła. Będąc w kościele szczególną uwagę należy zwrócić na złote tabernakulum przypominające swoim wyglądem „krzew gorejący”. Na terenie wioski znajduje się także zespół pałacowy z XIX wieku. W 2008 otwarto we wsi nowy cmentarz; dotąd cmentarzem dla tej wsi był położony w sąsiednich Kochanowicach.
W części centralnej miejscowości znajduje się staw na rzece Liswarcie. Przy granicy z sąsiednią miejscowością Chwostek znajduje się stacja kolejowa Lisów, skąd odchodzą pociągi w kierunku Herby Stare – Częstochowa oraz w kierunku Lublińca.

## Sport
Piłkarski klub LKS Liswarta Lisów został założony w 1968 roku z inicjatywy Józefa Kozielskiego(1918-1993), wielkiego fana piłki nożnej, który w klubie spełniał wszystkie funkcje, od prezesowania, na trenowaniu zawodników kończąc. Największym sukcesem Liswarty Lisów był awans w 2009 do grupy częstochowskiej ligi okręgowej. Jednak po sezonie spędzonym w wyższej klasie rozgrywkowej klub z Lisowa spadł do A klasy lublinieckiej. Współcześnie klub występuje w Częstochowskiej lidze okręgowej. Obecnym trenerem LKS Liswarta Lisów jest Artur Zakaszewski, który jednocześnie pełni funkcję prezesa.

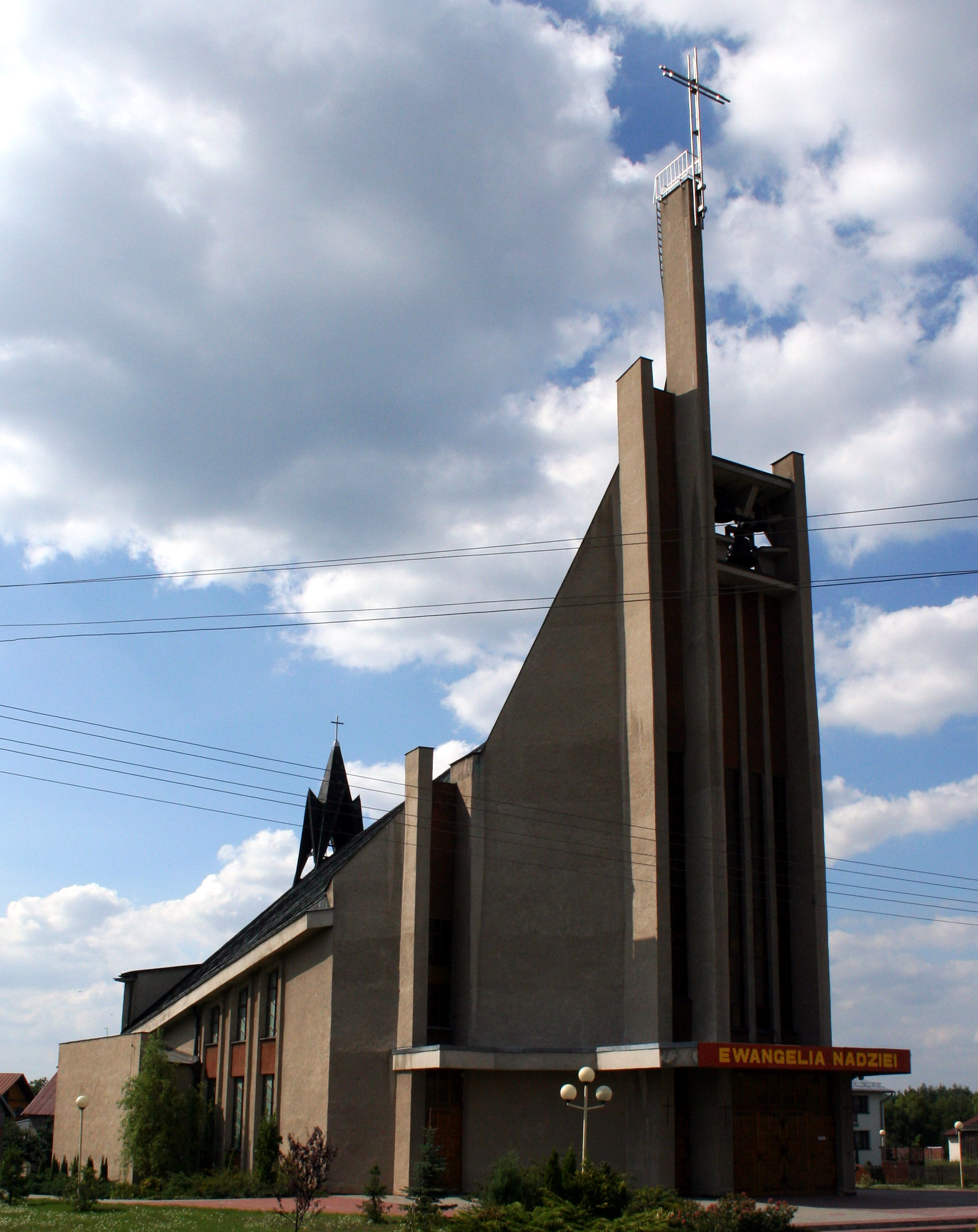
Kościół pod wezwaniem NMP Matki Kościoła w Lisowie
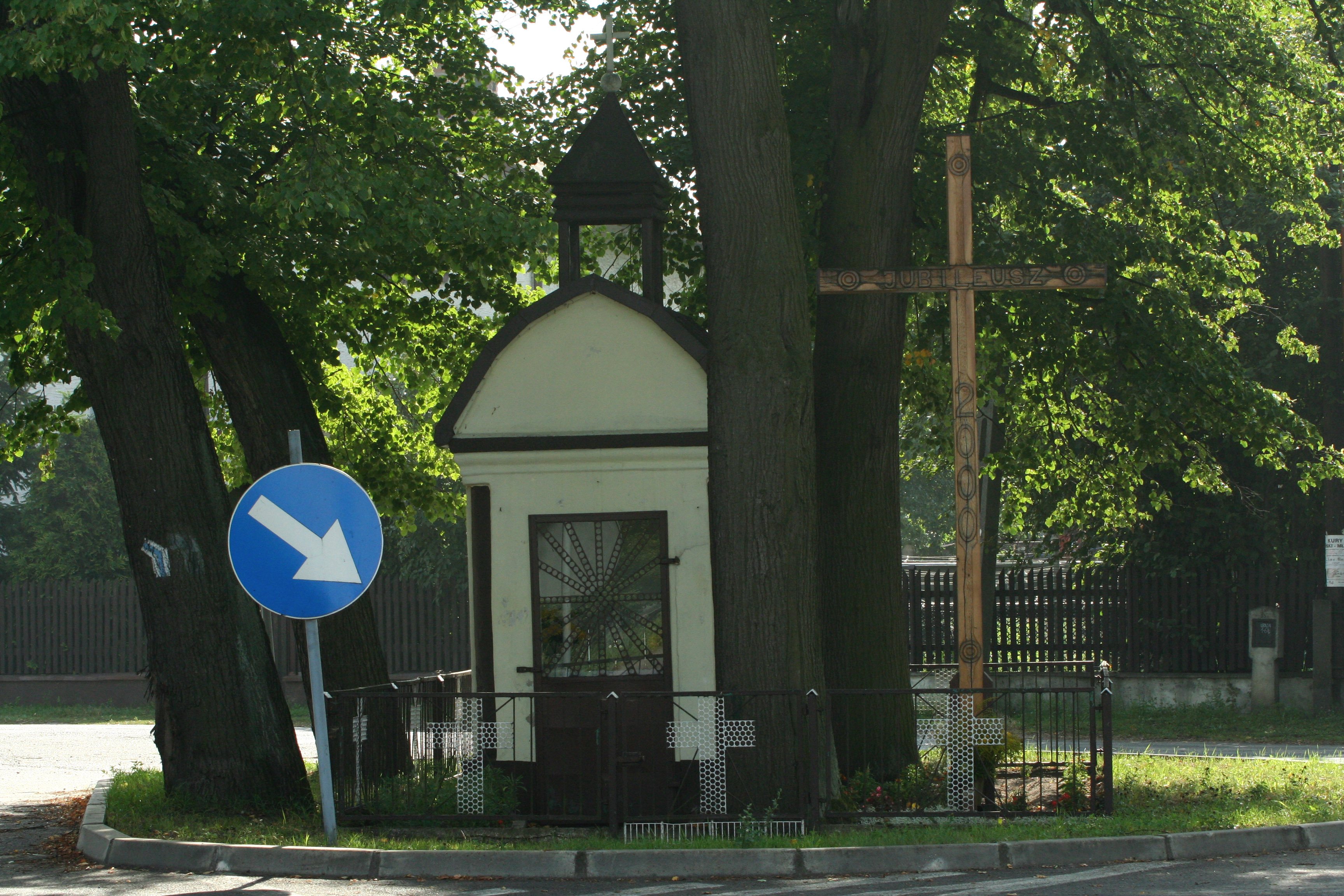
Kapliczka św. Jana Nepomucena w Lisowie
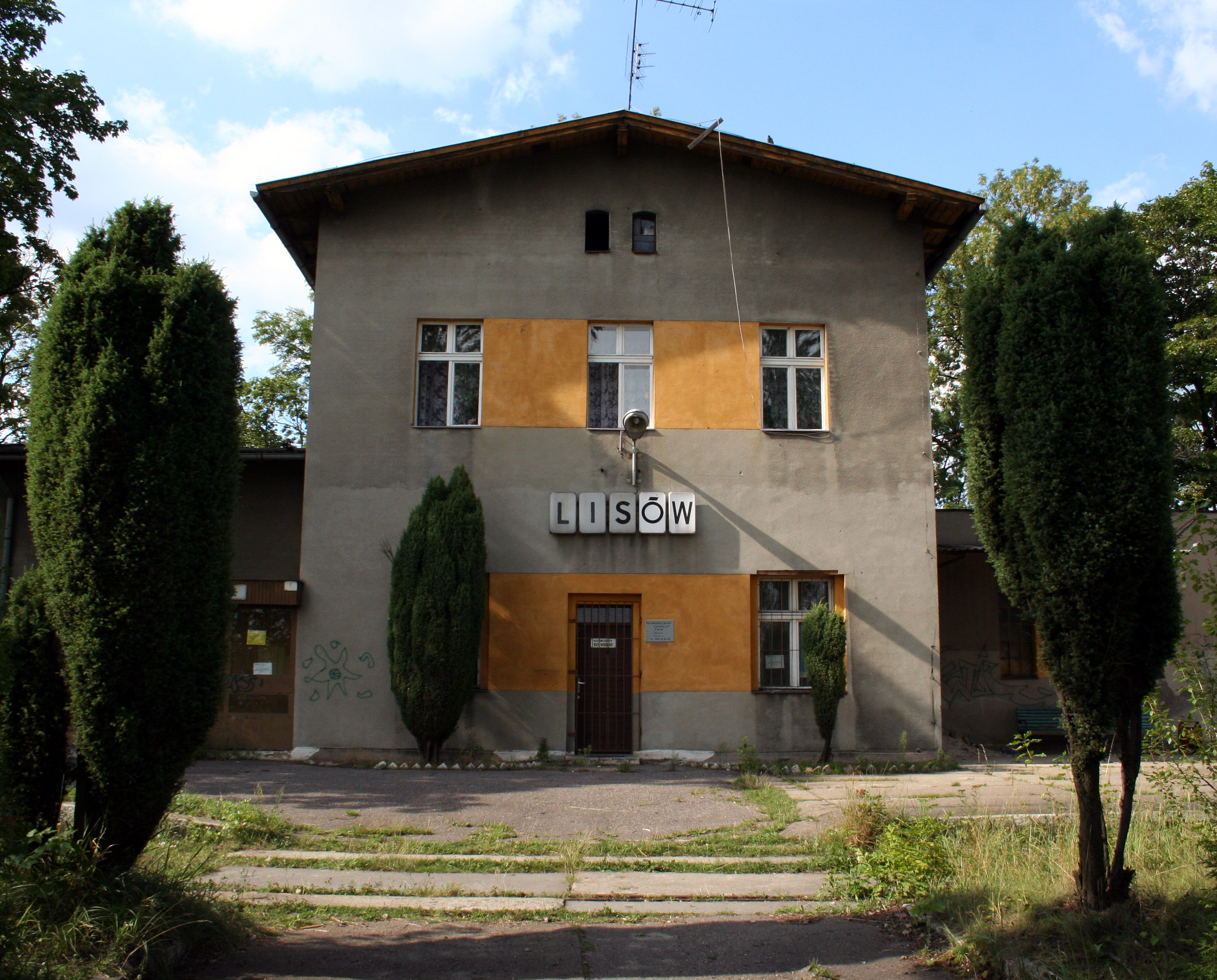
Stacja kolejowa w Lisowie
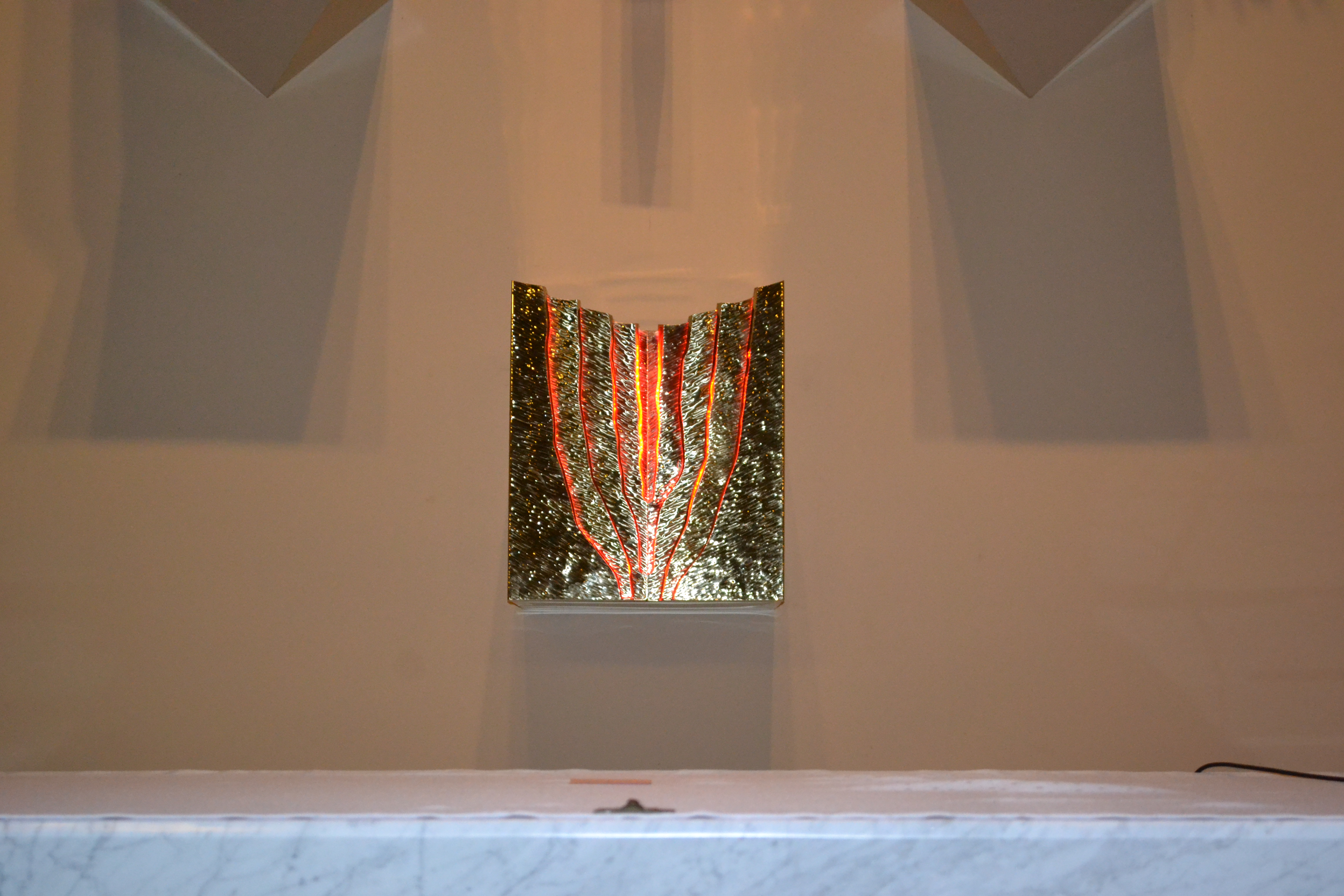
Tabernakulum „krzew gorejący” w kościele parafialnym w Lisowie
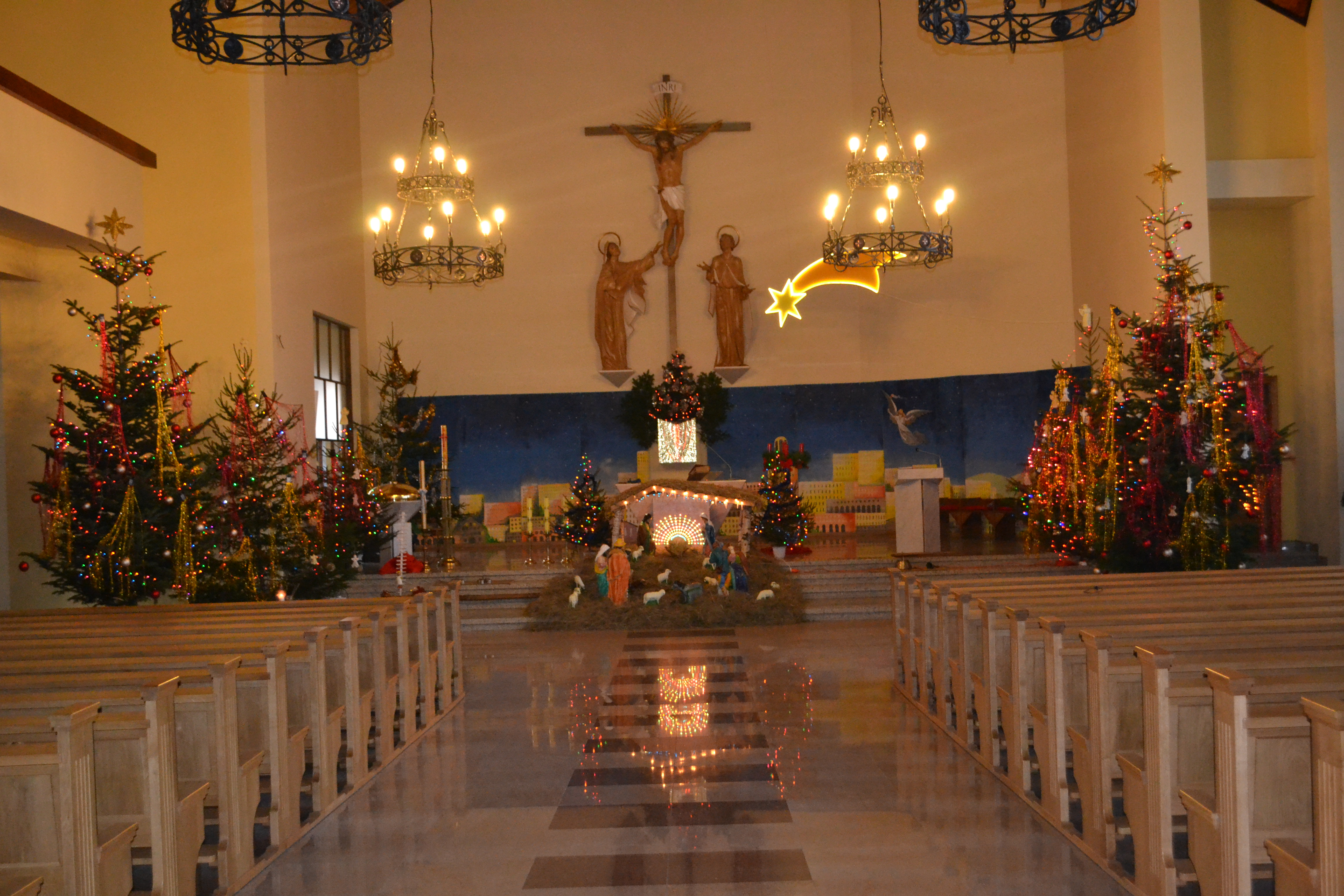
Kościół parafialny w Lisowie w wystroju świątecznym
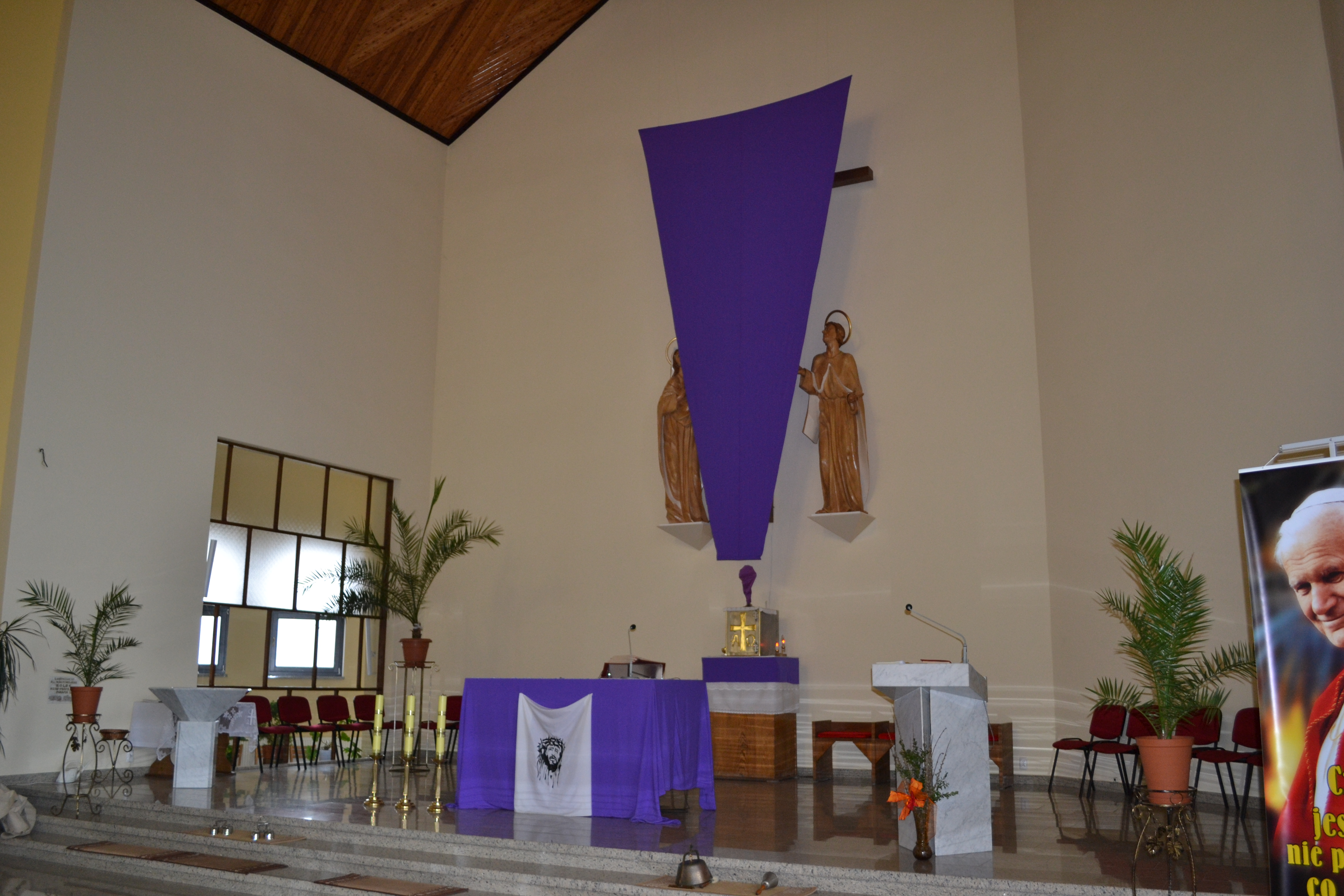
Kościół parafialny w Lisowie w wystroju wielkopostnym